# Gniewino
Gniewino (casubio: Gniéwino) es una localidad y también un municipio de Polonia localizada en la parte norte del país. Gniewino es la capital del municipio de Gniewino, dentro del voivodato de Pomerania, se encuentra a unos 70 km al norte de Gdansk, capital del voivodato, y cuenta con 1710 habitantes según el censo de 2006.
En 2012 acogió la concentración de la selección de fútbol de España durante la Eurocopa 2012 celebrada en Polonia y Ucrania.

## Galería de imágenes

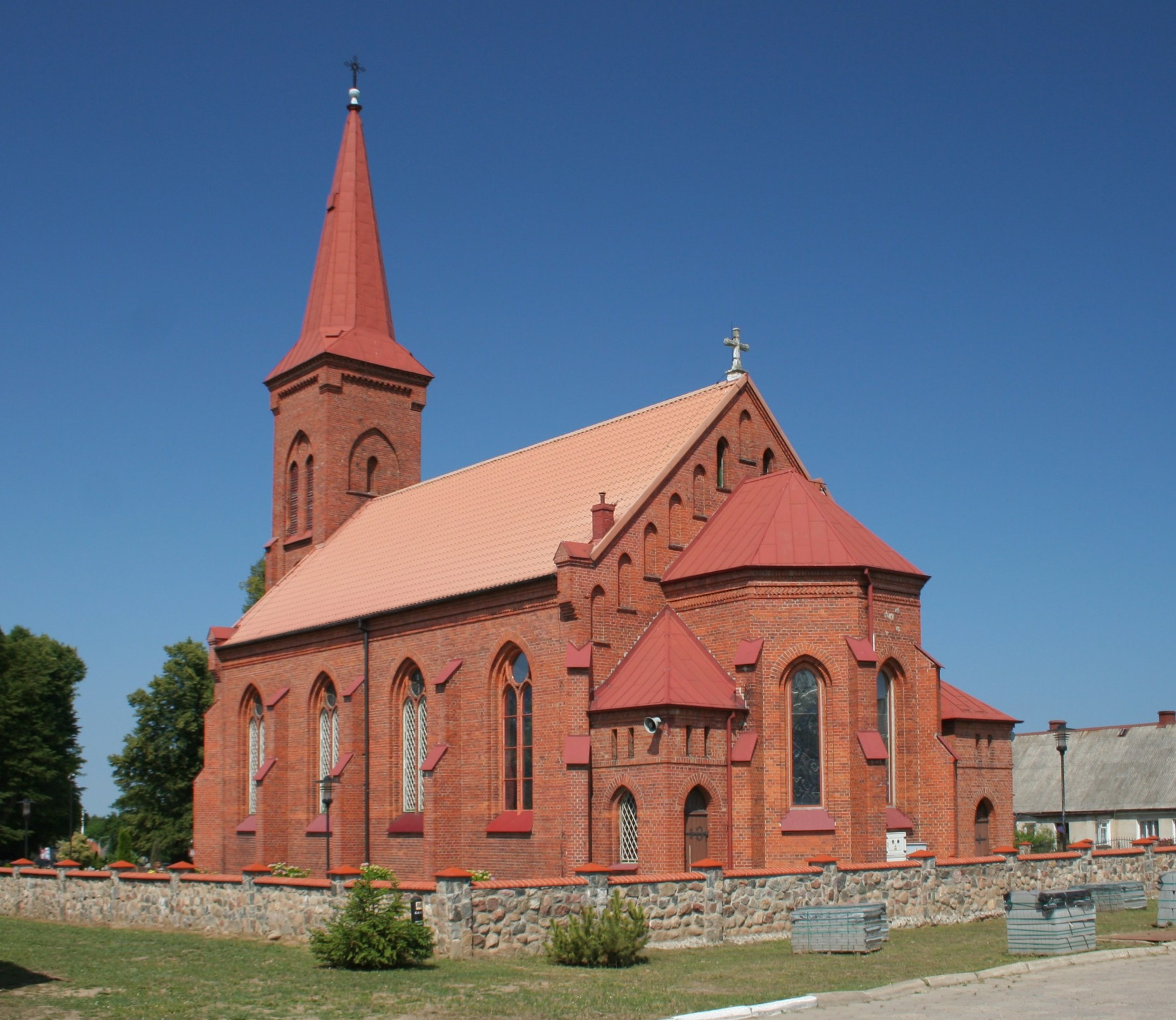
Iglesia católica de Gniewino.
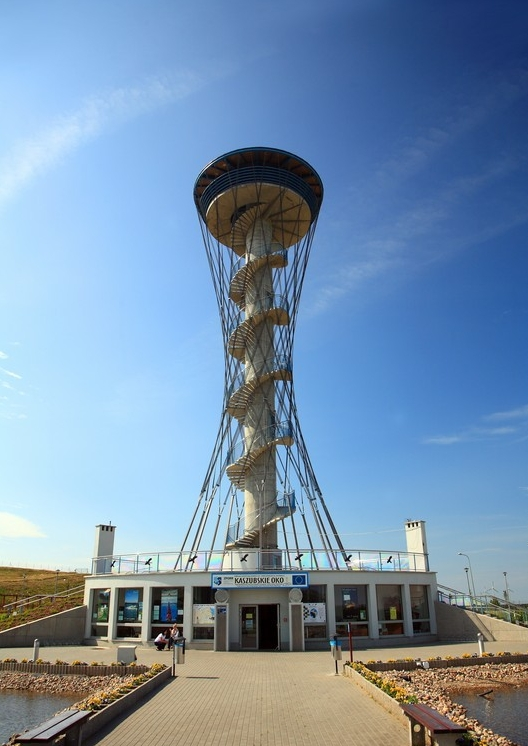
«Ojo casubio», torre de 113 m de altura.
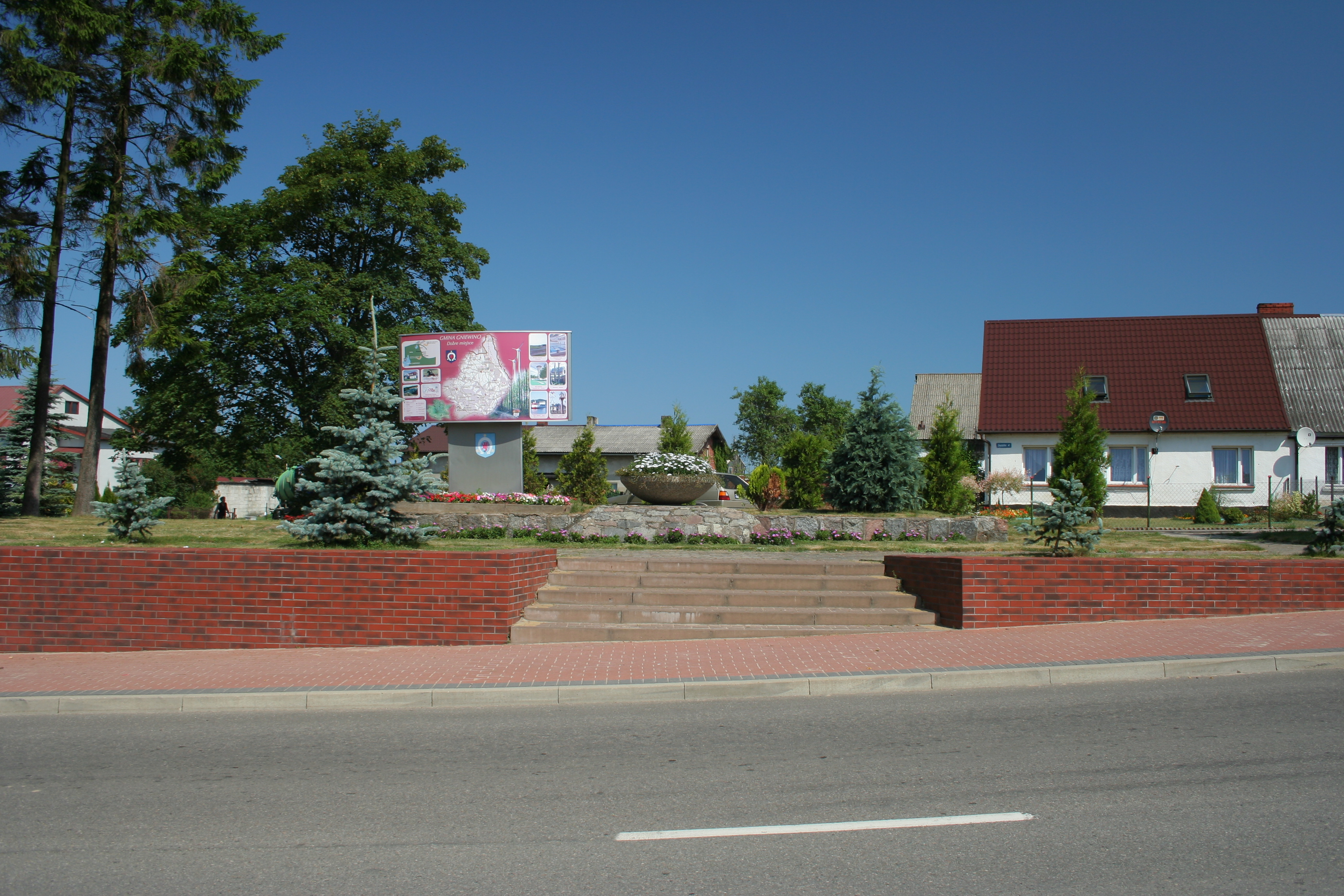
Plaza de Gniewino.
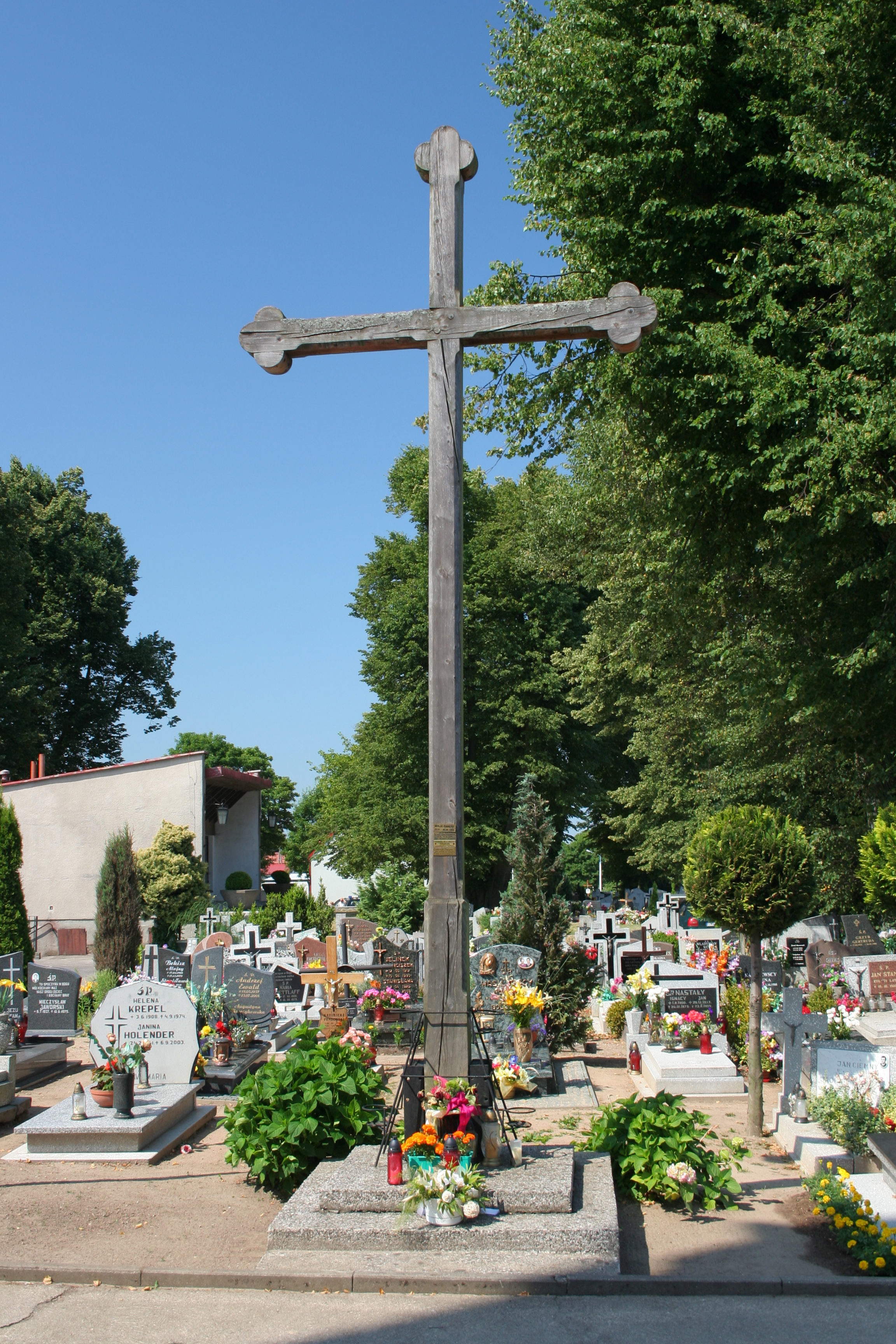
Cruz cristiana en Gniewino.